# 2031 год в кино

## Событие
- ?? ??? — Джеймс Кэмерон станет режиссёром будущего фильма «Аватар 5»

## Фильм
- «Аватар 5» (англ. Avatar 5), США (реж. Джеймс Кэмерон)